# Dive
«Dive» es una canción de la banda de grunge Nirvana. Fue lanzada por primera vez como un lado B del sencillo «Sliver» en 1990. Fue relanzada en las compilaciones The Grunge Years (de Sub Pop) en 1991 e Incesticide en 1992.

## Otras versiones
- Una versión en vivo de enero de 1993 grabada en Río de Janeiro, Brasil aparece en el video Live! Tonight! Sold Out!!
- Un demo grabado en 1989 junto al segundo guitarrista por ese entonces Jason Everman aparece en el box set de 2004, With the Lights Out.